# 南ななこ
南 ななこ（みなみ ななこ、1997年〈平成9年〉10月5日 - ）は、大阪府出身の歌手、タレント。女性アイドルグループ・GEMの全活動期（2012年 - 2018年）のメンバー。2018年4月1日、南口 奈々（みなみぐち なな）から改名。エイベックス・マネジメント所属。

## 略歴
5歳よりハッピータイム事務所に所属。2009年、平城遷都1300年祭を記念して結成された万葉シャオニャン（大阪☆春夏秋冬の前身）のメンバーとなる。2012年4月30日をもって万葉シャオニャンを卒業した。
2012年開催の『avexアイドルオーディション2012』に合格し、iDOL Streetのデビュー候補生であるストリート生に3期生として加入。同年6月12日、ストリート生内のチームw-Street OSAKAメンバーとして初お披露目された。
2012年12月25日、『SUPER☆GiRLS Every Body JUMP!! 2012 FINAL 〜X'mas Special〜』に出演し、iDOL Streetレーベル第3弾グループGEMのスターティングメンバー11名に選抜されたことが発表された。2013年6月11日、日本武道館にて正式メンバー10名に選出された。個人としては、2017年8月、週刊ヤングジャンプの「サキドルエースSURVIVAL SEASON7」に出場。
2018年3月31日をもってGEMが解散し、翌4月1日より南ななこに改名をしてソロ活動を開始。主にウクレレシンガーとしてライブ活動をしている。2019年3月、本格的な舞台初出演となる ぴあ×劇団壱劇屋公演『猩獣-shoju-』にヒロイン役として出演。2020年からは『サンスターファミリーミュージカル』にラビッツのおねえさんとして出演している。2021年、自身のオリジナルアルバム制作とワンマンライブ開催を目標にしたクラウドファンディングを開始し達成したため、翌2022年3月にオリジナルアルバムをリリース、またワンマンライブを開催した。
2023年4月1日、自身のInstagramライブ配信にて、所属しているエイベックス・マネジメントとの専属契約を3月末で解消し、翌4月1日からエージェント契約に移行したと発表した。

## 人物
- My GEM[注 1]（メンバーカラー）はアクアマリン（アクアブルー）であった。
- キャッチフレーズはGEM時代が「飛び散る汗はアクアマリン」[12]。w-Street時代は「明日の天気、晴れのちなっちー」であった[13]。
- 「ミル」という猫を飼っている[13]。「茶こ」「ちび」という猫も保護して飼っている。

## プロフィール
- 特技は松田聖子のモノマネ・柔軟・猫の喧嘩の仲裁[14]。
- 好きな物はジブリ・猫・昭和歌謡曲・喫茶店・散歩・ミラーボール・ネイチャードキュメンタリー映画[15]。
- 好きな歌手はGEM・松田聖子・東方神起・SEKAI NO OWARI・スターダスト☆レビュー・Carpenters・Bruno Mars・EARTH WIND & FIRE[15][11]。
- 好きな食べ物はラスク・いちご・肉寿司・春巻き[15]。
- 趣味は喫茶店巡り・ヨガ・ゲーム・ラジオを聴くこと[15]。
- 小4から中2まで日本舞踊を習う一方、ドラムも得意[12]。
- 一人っ子である。
- 身長は163cm[14]。血液型はB型。
- スリーサイズは、B90、W64、H88[14]。

## 作品

### 自主制作
- ファーストアルバム『FAMILY』（2022年3月26日）[11] 作品紹介映像 - YouTube

1. 春のうた
2. たからもの
3. ギブソンのギターを弾く
4. Dance Together
5. あなたと焼き鳥
6. ブルーアイ
7. ブレンド
8. 僕は臆病者

### 参加楽曲
- マジカル☆どりーみん「マジカル☆チェンジ」（avex trax、2015年8月5日）
  - MIMORI・MARI（Dorothy Little Happy）、南口・村上来渚（GEM）、長尾真実・籠谷さくら（X21）によるユニット。アニメ「ジュエルペット マジカルチェンジ」オープニングテーマ

## 出演

### テレビ

#### テレビドラマ
- オキナワノコワイハナシ2015夏「アイドル」（2015年8月5日、琉球放送） - 浅川梨奈とW主演[16]

#### その他のテレビ番組
- ドル虎〜アイドルだらけのプロモーション大作戦〜（2019年10月3日 - 12月25日、KBS） - ナレーター
- おじゃ天!〜おじゃまで天気予報〜（2020年6月 - 、WTV） - ミックスジュースのお姉さんとしてレギュラー出演

### ネット

#### Webドラマ
- 突然モテ期!?柳葉くん （2021年11月1日 - 12月24日、YouTube） - 牧村芽依 役
- ヤンキー女子と眼鏡男子 〜ツンデレ女子に囲まれた男子高校生柳葉君〜（2022年2月7日 - 3月28日、YouTube） -  牧村芽依 役
- 絶対に邪魔が入ってしまうドラマのクライマックスシーン（2022年5月28日 - 6月30日、YouTube） - 戸田大成の母親 役、掃除のおばあちゃん 役

### ライブ・イベント

#### 主催ライブ
- 南ななこ最初のワンマンライヴ 〜ななことレレ子の神隠し〜（2019年10月4日、GANZ toi,toi,toi）
- 南ななこを知っちゃって Online LIVE 2020（2020年7月18日） - 無観客ライブをZAIKOで生配信
- 南ななこお誕生日前夜祭（2020年10月4日、YELLOW  BASE）
- 南ななこファーストアルバムチラリズムライヴ （2021年12月11日）- クラウドファンディング参加者のみ招待 生配信もあり
- 南ななこファースト1stアルバムリリース出来ちゃったよワンマンライブ -Thank you FAMILY-（2022年3月26日、ROCKTOWN）

#### その他のライブ・イベント
- 昭和アイドルアーカイブス
  - SPECIAL（2017年6月26日、東京カルチャーカルチャー）
  - Vol.14（2017年10月23日、楽器カフェ）
  - スペシャル 2017 Winter（2017年12月11日、東京カルチャーカルチャー）
  - ザ・ベストライブ 1988年5月（2018年5月14日、Space emo IKEBUKURO）
  - スペシャル 2018 Summer（2018年6月25日、東京カルチャーカルチャー）
  - Vo.23（2018年9月19日、楽器カフェ）
- ハッピータイム祭（2018年9月9日、ESAKA MUSE）
- エイベックス・チャレンジステージ（2018年10月20日・11月17日・2019年11月16日、三井アウトレットパーク 大阪鶴見 / 2018年12月2日・2019年3月17日、JR大阪駅ステーションシティー時空の広場 / 2019年7月31日、大阪城野外音楽堂） - MC含む
- アイドル通（2018年10月26日、通天閣地下スタジオ210）
- OSAKA-NATION（O-NATION)（2018年10月28日、あべのROCKTOWN）
- TOHAN☆Night10（2018年10月31日、アメリカ村FANJtwice）
- わーすた presents わんわんにゃんにゃん秋祭り（2018年11月22日・23日、よみうりランド）
- Dream World
  - Vol.21（2018年11月25日、アメリカ村FANJtwice）
  - Vol.22（2019年3月31日、アメリカ村FANJtwice）
- Lights Camera Action!!! scene12（2018年12月14日、アメリカ村FANJtwice）
- Kansai Idol Evolution Vol.9（2019年1月14日、A-kukan）
- avex artist academy OSAKA PREMIUM LIVE Vol.3（2019年5月2日、あべのROCKTOWN）
- SOMALU vol.0（2019年5月11日、アメリカ村FANJtwice）
- 2nd Stage vol.1（2019年7月4日、下北沢ERA）
- 座★歌死オペ屋〜真夏に輝く音楽サーカス〜（2019年8月8日、アメリカ村FANJtwice）
- SUPER PREMIUM LIVE #001（2019年9月7日、GINZA lounge ZERO） - ソロライブ（MC。島崎莉乃)
- GANZ toi,toi,toi 5th Anniversary 河村祭アコースティック編〜あのイベントが帰って来た〜（2019年12月20日、GANZ toi,toi,toi）
- Music Font vol.3（2020年1月5日、ALWAYS-umeda）
- Ride the WaVE（2020年2月16日、BERONICA）
- 劇団☆春夏秋冬"艶姿河内六人娘"（2020年2月23日、ABCホール） - アフタートークに出演
- 海の声2020（2020年4月29日、三浦海岸 OTODAMA SEA STUDIO 2020） - 新型コロナウイルス感染症の流行の影響により中止[17]
- MORIOKA YU Birthday event -25-（2021年7月17日、赤坂CHANCEシアター）
- 上枝恵美加 Birthday Event （2021年7月25日、Fun space dinner）
- \MORIOKA YU/ BIRTHDAY EVENT -26- （2022年7月24日、πTOKYO）
- Music has no borders~SummerFes2022~DAY3 （2022年8月19日、青山RizM）
- SUPER☆GiRLS「金澤有希 プロデュース公演 "ありがとう 〜これが私のアイスト道〜"」（2022年10月10日、duo MUSIC EXCHANGE）
- 森岡悠バースデーイベント2023（2023年7月9日、ステージカフェ 下北沢亭）
- キャンドルナイト（2023年10月28日、十八条東公園）
- ODORIBA-MuDA#2 （2023年11月3日、二条 GROWLY）- 歌手・ダンサーとして出演
- ラルフローレンラグビークリニック 田村優選手SPトークショー（2024年10月13日、ムラサキパーク ららぽーとEXPOCITY） - MC[18]

### 舞台
- 超絶☆歌劇団 大阪公演・名古屋公演『妄想GiRLS』・『回想GiRLS』（2013年3月25日、ABCホール / 4月6日、中電ホール）
- 超絶☆歌劇団 2015『SUPER☆WORLD RETURNS 〜彼女達の冒険〜』（2015年2月11日 - 15日、DDD青山クロスアシター） - 魔法使い 役
- Girls Street Theater 2015『座・花御代コンチェルト』（2015年11月6日 - 15日、CBGKシブゲキ!!） - 菜美 役（すみれ組）
- ぴあ×劇団壱劇屋『猩獣-shoju-』（2019年3月21日 - 24日、HEP HALL） - 尋音 役
- 星加劇団 第一回公演『略奪女子〜絶対、逃がさない〜』（2019年7月14日・15日、DAIHATSU 心斎橋角座）[19]
- 『サンスターファミリーミュージカル』 - ラビッツのおねえさん「ななこちゃん」として出演[9]
  - 2020年公演（静岡公演:2020年2月11日、アクトシティ浜松 / 福岡公演:3月14日、福岡サンパレス / 大阪公演:3月20日→8月22日、豊中市立文化芸術センター / 宮城公演:3月29日→8月30日、仙台イズミティ21→東京エレクトロンホール宮城 / 北海道公演:4月18日、札幌文化芸術劇場 / 広島公演:4月25日、上野学園ホール / 愛知公演:6月7日、日本特殊陶業会館 / 神奈川公演:6月27日、神奈川県民ホール / 東京公演:7月23日、LINE CUBE SHIBUYA / 沖縄公演:9月27日、浦添市てだこホール）[注 2]
  - 2021年公演（静岡公演:2021年7月26日、アクトシティ浜松）
  - 2022年公演（福岡公演:2022年4月2日、福岡サンパレス / 北海道公演:4月16日、札幌文化芸術劇場 / 静岡公演:4月23日、アクトシティ浜松 / 沖縄公演:5月15日、アイム・ユニバース てだこホール / 愛知公演:6月5日、日本特殊陶業会館）
  - 2023年公演（福岡公演:2023年3月18日、福岡サンパレス / 4月2日、東京公演、新宿文化センター / 北海道公演:4月8日、札幌文化芸術劇場 / 沖縄公演:5月14日、アイム・ユニバース てだこホール / 愛知公演:6月10日、日本特殊陶業会館 / 静岡公演:6月17日、アクトシティ浜松 / 岩手公演:7月29日、岩手県民会館 / 広島公演:8月19日、上野学園ホール / 神奈川公演:11月25日、神奈川県民ホール）
- ぴあ×劇団壱劇屋『BLACK SMITH』（2021年2月21日、大阪ビジネスパーク円形ホール） - オーブ 役（ダブルキャスト）[21]
- 『贋作 罪と罰』（2021年11月20日・21日、YES THEATER） - B公演：妹「智」役、A公演：別役（ダブルキャスト）
- 舞台『SHAKESPEARE』（2022年12月17日・18日、HEP HALL）- トールボット 役

### CM
- Pococha広告モデル （2021年、2022年）- Web CM[22]